# Carl Diem
Carl Diem (24. června 1882, Würzburg – 17. prosince 1962, Kolín nad Rýnem) byl přední německý sportovní činovník, generální tajemník organizačního výboru Letních olympijských her 1936 v Berlíně.
Byl autorem myšlenky štafety s olympijským ohněm, kterou uspořádal jako akci k propagování berlínských her. Věnoval se také oblasti historie sportu, zejména olympijské historii.

## Život

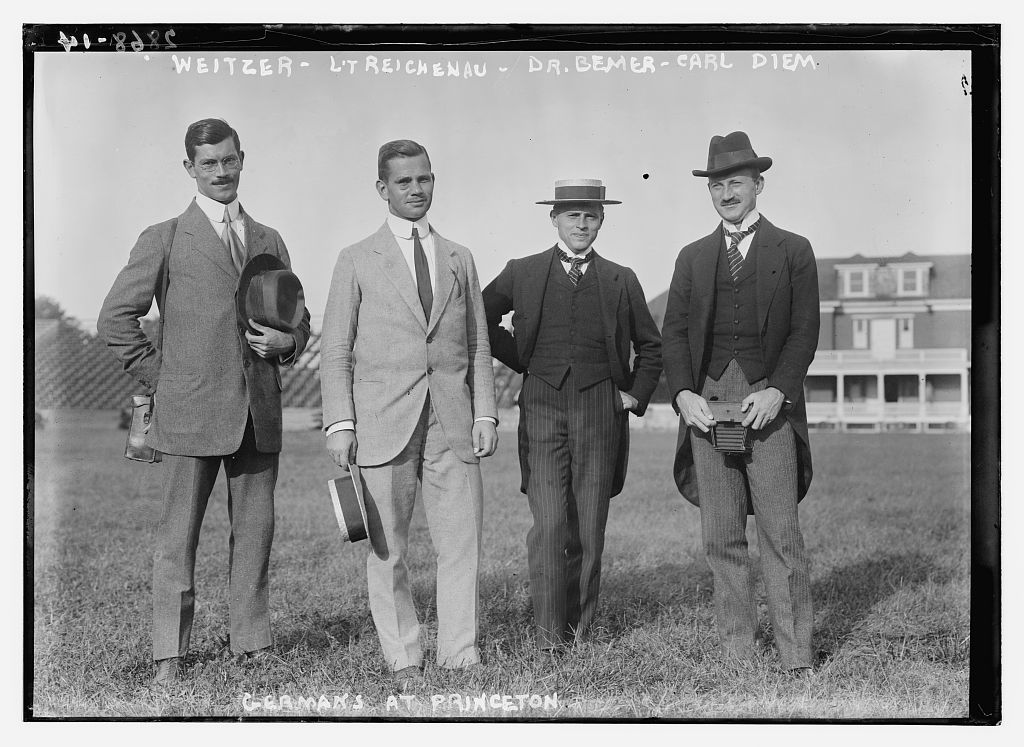
Zleva doprava: Weitzer, por. Reichenau, Dr. Bemer a Carl Diem na návštěvě Princetonské univerzity v roce 1913

Diem se narodil do rodiny patřící do vyšší střední třídy. Jako mladík se věnoval atletice v bězích na střední a dlouhé vzdálenosti. Už v roce 1899 prokázal organizační talent založením svého prvního sportovního klubu Marcomannia. Později se stal obchodníkem, ale také začal přispívat do novin. Ve věku 20 let získal zaměstnání v německém atletickém svazu (Deutsche Sportbehörde für Athletik, DSBfA) a o rok později se dostal do jeho správní rady. Od počátku Diem věřil, že olympijské ideály a mezinárodní sport mohou přispět k přátelství mezi národy. V tomto směru byl oddaným stoupencem zakladatele Mezinárodního olympijského výboru Pierra de Coubertina, otce moderních olympijských her.
V roce 1906 začíná Diemova olympijská kariéra. Byl vedoucím německé výpravy na tzv. olympijských mezihrách v Aténách. V roce 1909 byl Diem ujištěn, že Berlín získá pořadatelství Letních olympijských her 1916. Diem se okamžitě pustil do příprav her. Mezitím, v roce 1912, inicioval vznik Německého sportovního odznaku po vzoru švédského národního ocenění udělovaného na hrách ve Stockholmu.
Hlavním Diemovým spolupracovníkem v přípravě berlínských her se stal Theodor Lewald, pozdější dlouholetý předseda Německého olympijského výboru. V létě roku 1914 ale vypukla první světová válka a hry byly odvolány. Diem nastoupil do armády a sloužil v Belgii a ve Francii. U St. Quentinu byl zraněn a po zotavení znovu bojoval v Champagne a v másko-argonské bitvě.

### Olympijské hry v Berlíně
Carl Diem se stal tajemníkem Německého říšského výboru pro tělesná cvičení (Deutscher Reichsausschuss für Leibesübungen, DRL). Tato celoněmecká sportovní organizace se později transformovala v Národně-socialistický říšský svaz pro tělesná cvičení (Nationalsozialistischer Reichsbund für Leibesübungen, NSRL), sportovní orgán Třetí říše.
V květnu 1932 byl, zejména díky výborné pověsti Diema a Lewalda a díky jejich působení v Mezinárodním olympijském výboru, Berlín zvolen jako pořadatelské město Letních olympijských her 1936. Diem byl jmenován generálním tajemníkem jejich organizačního výboru. Navštívil proto i předchozí Letní olympijské hry 1932 v Los Angeles, kde sledoval způsob příprav města a zařízení. Jeho cílem bylo losangeleskou olympiádu za čtyři roky zastínit.

Dr. Theodor Lewald, Diemův nadřízený z pocize předsedy Německého olympijského výboru a člena Mezinárodního olympijského výboru, sestavil organizační výbor her jen pět dní před volbami, jejichž vítězem se stal Adolf Hitler. Hitlerův nástup na post říšského kancléře v roce 1933 zpočátku ohrožoval šance na to, že Berlín hry uspořádá. Nacistický nacionalismus neměl pochopení pro mezinárodní sportovní soutěžení a sám Hitler olympijské hry označil za projekt „Židů and svobodných zednářů“. Pět dní poté, co se nový Hitlerův kabinet ujal funkce, navštívil ale Lewald ministra propagandy Josepha Goebbelse. Ten se nechal přesvědčit, že je to životní propagandistická příležitost. Goebbels pak přesvědčil Hitlera a ten hry začal podporovat. Během následujících šesti měsíců Hitler mj. navštěvoval výstavbu nových sportovišť a rozhodl o tom, že vláda uhradí veškeré náklady her. Byla vybudována nová sportoviště, linka podzemní dráhy byla prodloužena až k Říšskému sportovnímu poli. Organizační výbor se mohl přestat řídit původním vyrovnaným rozpočtem z konce roku 1932, náklady místo toho narostly zhruba dvacetkrát. Diem si svůj plat zčtyřnásobil.

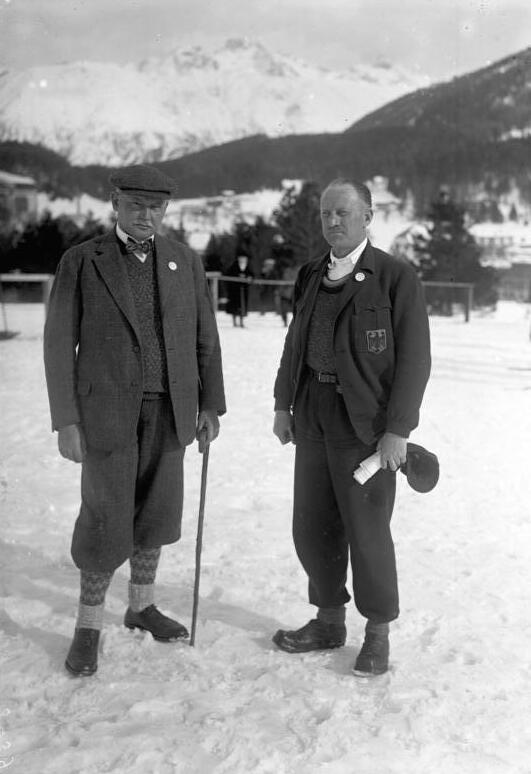
Lewald a Diem ve Svatém Mořici, 1928

Navzdory podpoře nacistického režimu samotné Diemovo místo bylo ohroženo, a to z rasových důvodů. Diemova Hochschule zaměstnávala židovské pedagogy a jeho manželka Liselott byla židovského původu. Sám sebe z těchto důvodů označoval za „bílého Žida“. Diem ale svou pozici udržel, on i Lewald ale museli dále nacházet způsob spolupráce s nacistickými činovníky – Hansem von Tschammer und Osten, který se stal novým předsedou německého Národního olympijského výboru, a s ministrem vnitra Wilhelmem Frickem.
Zároveň musel Diem zachraňovat hry před hrozbou bojkotu ze strany demokratických zemí. Americký člen Mezinárodního olympijského výboru generál Charles Sherrill navštívil Hitlera a jednal s ním o zajištění rovnoprávné účasti Židů v soutěžích her. Nacistický režim se rozhodl vyjít vstříc a zaručil možnost účasti „neárijských“ sportovců. Ve Spojených státech pak hnutí za bojkot her porazil Diemův dlouholetý přítel Avery Brundage, kterého Diem přesvědčil, že vše proběhne podle amerických požadavků. V září 1935 ale první Norimberské zákony vyloučily Židy z veřejného života, což mimo jiné znamenalo zákaz sportování. Pouze „poloviční Židé“ se mohli her zúčastnit, kupř. Lewald na slavnostním zahájení po boku Hitlera, hokejista Rudi Ball v turnaji v Garmisch-Partenkirchenu a Helene Mayerová v berlínském šermířském turnaji. Také Diem dělal Hitlerovi na Olympijském stadionu společnost, a když Hitler na stadion dorazil poprvé, malou dívkou, která ho přivítala kyticí květin, byla právě Diemova dcera Gudrun.
Existují spory o to, kdo byl autorem myšlenky štafety s olympijským ohněm. Podle Oficiálního reportu byl autorem úředník ministerstva propagandy Häggert, Diem pak pracoval na detailech. Na druhou stranu Diem tvrdil, že na celou myšlenku přišel sám, a to za těchto okolností: V roce 1934, na olympijském kongresu v Aténách Diem a Lewald uvažovali o tom, že slavnostní převoz olympijského ohně z Řecka do Berlína by spojilo německé hry s řeckou tradicí. Diem při tom mohl využít své dlouholeté zkušenosti při pořádání dlouhých silničních štafetových běhů, které organizoval už od roku 1910.
První štafeta začala zapálením pochodně 30. června 1936 v Olympii, v ruinách Héřina chrámu. Poté byla přenesena na aténskou Akropoli a následně ji 3422 speciálně vybraných běžců, kteří museli vyhovovat ideálu árijské krásy, každý po úseku dlouhém jeden kilometr, doneslo až do Berlína. Trasa štafety vedla přes Bulharsko, Jugoslávii, Maďarsko, Rakousko a Československo. Poslední úsek absolvoval 1. srpna Fritz Schilgen.
Carl Diem držel významné posty v NSRL i po skončení olympijských her, stál od roku 1939 v čele jejího zahraničního oddělení. V Mezinárodním olympijském výboru dokonce zajistil, že Německo na jaře roku 1939 dostalo přidělené Zimní olympijské hry 1940 znovu do Garmisch-Partenkirchenu, přestože už mezitím došlo k obsazení Československa nacistickou armádou a jeho rozbití. Ještě v březnu 1945 vystoupil Diem na Olympijském stadionu v Berlíně a shromáždění několika tisíc členů Hitlerjugend vyzval, aby obětovali své životy k obraně hlavního města po vzoru starých Sparťanů. Do kapitulace Německa při obraně Berlína zahynuly zhruba dva tisíce mladých Němců.

### Po válce
Po skončení války byl ale Diem rychle rehabilitován. Stal se ředitelem oddělení tělesné výchovy na Berlínské univerzitě a v dubnu 1947 rektorem Německé vysoké sportovní škole (Deutsche Sporthochschule) v Kolíně nad Rýnem. Vrátil se tedy k profesi sportovního a olympijského historika.
V roce 1948 se Diem po Lewaldově smrti pokusil stát členem Mezinárodního olympijského výboru. Byl ale odmítnut, protože podle standardů MOV nebyl „gentleman“, sportovní funkce totiž nikdy nevykonával jako čestné, ale vždy za úplatu. Na sklonku jeho života zasáhly Diema spory o jeho minulost za nacismu. Například v roce 1954 francouzské ministerstvo školství odložilo gymnastické představení za Diemovy přítomnosti, když studenti Diema označili za „nacistického generála“. O dva dny později se studenti omluvili s tím, že nemají pro svá obvinění žádný „formální důkaz“.
V roce 1960 publikoval vysoce hodnocené obecné dějiny sportu. Když v roce 1962 v Kolíně zemřel, byl opět široce uznáván. Na jeho počest byl založen Diemův institut, který až do roku 1989 vedla jeho žena Liselott. Po její smrti v roce 1992 byl přejmenován na Archiv Carla a Liselott Diemových.
Dodnes Carl Diem zůstává jedním z nejvýznamnějších německých sportovních historiků.

## Vztah k nacismu
Povaha Diemova vztahu k nacismu a nacistickému aparátu je velmi složitá. Svou kariéru načal o několik desetiletí dřív, než nastoupili nacisté k moci, a také vedení organizace olympijských her v Berlíně se ujal již před tím, než Hitler změnil svůj postoj k olympijské myšlence. Ale jako mnoho kariérních profesionálů, kteří se rozhodli přijmout práci pro nacistický režim, i Diemovo dědictví tím bylo nezvratně poznamenáno. V jeho prvních pracích se nacionalistický či rasistický rozměr objevoval jen výjimečně, ale za války se Diem aktivně účastnil válečné propagandy. Richard Mandell, který napsal knihu The Nazi Olympics (1971), byl vůči Diemovi kritický; ve druhém vydání své knihy jeho pozici popsal slovy: „Nedávno někteří pečliví němečtí badatelé objevili dokumenty, které ukazují, že spojenectví Carla Diema s nacisty šlo za jeho přiznané využívání nacismu k propagaci sportu. S pomocí nacistických kontaktů brutálně vyřešil některé staré křivdy a zůstal s nacisty na stejných ideologických základech dlouho poté, co jejich zločiny byly odhaleny a co jejich cesta k porážce byla jasná každému.“ Přesto ale Mandell nepopíral, že Diem byl „největším sportovním historikem a nejerudovanějším teoretikem sportovního vzdělávání“ 20. století.
V 90. letech 20. století se v Německu otevřela veřejná debata o Diemově dědictví a o tom, zda ulice, které nesou jeho jméno, mají být přejmenovány kvůli jeho činům za války.